# Рождество в Японии
Рождество́ в Япо́нии (яп. クリスマス, от англ. Christmas) — негосударственный праздник в Японии, связанный с влиянием западной культуры, но для большинства японцев лишённый религиозного содержания и известный как романтический семейный праздник и день влюблённых. Отмечается 25 декабря по григорианскому календарю.

## Этимология
До 1912 года единственным японским названием Рождества было Сэйтансай (яп. 聖誕祭, «праздник святого рождения»), затем его сменило слово Курисумасу — адаптированное к японской фонетике произношение английского «Christmas» («Рождество»). Кандзи, которыми записывалось старое название праздника, стали читаться по-новому. В настоящее время для записи слова Курисумасу используется азбука катакана.

## История

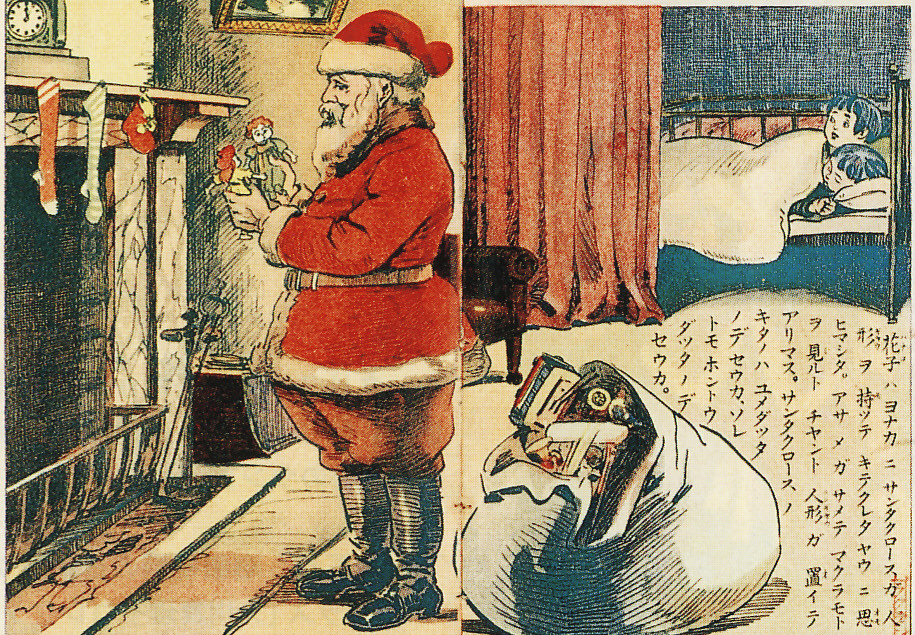
Японская рождественская открытка 1914 года.

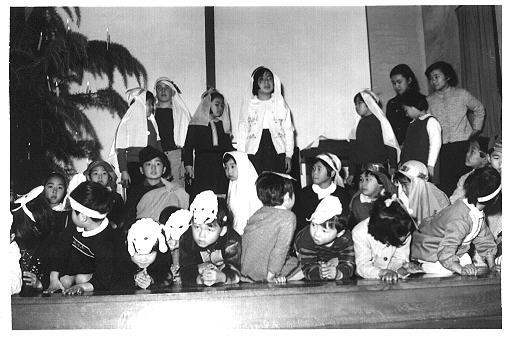
Канун Рождества 1967 года в токийской церкви Томидзака с переодеванием в пастухов — героев евангельской истории — и в овечек.

Первое зарегистрированное публичное рождественское христианское богослужение в Японии было проведено в 1552 году португальскими миссионерами-иезуитами в префектуре Ямагути. Некоторые считают, что официально неучтённые торжества проводились и до этой даты, начиная с 1549 года, когда святой Франциск Ксаверий высадился на японскую землю. Этот исторический факт оказался в центре внимания в 1991 году, когда собор св. Ксаверия в Ямагути был уничтожен пожаром и вновь отстроен к 1998 году, в честь чего на Рождество 1997 года был проведён фестиваль, который с тех пор стал традиционным. В 1999 году у реки были посажены ели, как символ родины японского Рождества. С декабря 2009 года город Ямагути получил второе, английское, наименование «Christmas City» (Рождественский град).
В 1612 году христианство по политическим причинам было запрещено по всей Японии. Тем не менее, небольшой анклав «какурэ-кириситан» («тайные христиане»), продолжал совершать подпольные рождественские богослужения в течение последующих 250 лет, пока христианство не было вновь легализовано. На голландцев гонения не распространялись, и они в своём кругу праздновали Рождество в местах проживания: в районе Ураками на севере Нагасаки, и на небольшом острове Дэдзима, где местные жители окрестили его «голландским Новым годом».
В 1854 году границы Японии открылись для иноземцев, и, под влиянием США, праздник Рождества стал проводиться открыто. В 1860 году рождественский вечер отмечался в резиденции прусского посланника, а в 1873 году был снят запрет на свободу исповедания христианства японцами. В конце XIX века универмаг Марудзэн ввёл новую услугу — распродажа рождественских подарков и ёлочных украшений для туристов и иностранных служащих, но среди самих японцев эти распродажи также завоевали популярность. Появилась традиция выпечки тортов и изготовления искусственных ёлок. В начале 1920-х годов в парках Токио и в отеле «Тэйкоку» на 25 декабря стали устраиваться массовые вечеринки.
После кратковременного запрета празднования Рождества под страхом тюрьмы в 1930—1940-х годах милитаристским правительством Японии, в 1950—1960-х годах традиция отмечать Рождество вновь завоёвывает популярность благодаря растущей экономике и влиянию американского телевидения, и в 1970-х годах становится общераспространённым семейным торжеством с романтическим уклоном.

## Современные традиции празднования

### Светские
Для детей рождественская тема связана с интересом к изображениям истории младенца Иисуса; для молодёжи — это праздник влюблённых, день свиданий, которые модно проводить за романтическим ужином в отеле, а для старшего поколения и пожилых пар Рождество — день выражения признательности друг другу через обмен подарками, или же через дорогой вечер в ресторане с концертной сценой, где выступают известные артисты.
С 1989 по 2019 годы, императором Японии был Акихито, день рождения которого приходился на канун сочельника (23 декабря). Из-за того, что день рождения императора является в стране выходным, некоторые компании закрывались 22 декабря и возобновляли свою работу лишь после 3 января, поэтому для их работников Рождество — выходной день, для прочих же — рабочие будни. 
Конец года — время, когда многие компании выдают своим работникам большие премии, размер которых достигает нескольких месячных зарплат. К Рождеству в Японии приурочена оживлённая торговля подарками и кондитерскими изделиями.
Традиционный японский рождественский торт — это белый бисквит, покрытый кремом и украшенный клубникой. Как правило, рождественский торт покупается главой семьи вечером 25 декабря по пути с работы домой или, в случае, его отлучки, супругой. В магазинах в этот день торгуют со скидкой, так как, если торты не будут проданы до 26 декабря, то на них уже пропадёт спрос. В связи с этим выражение «рождественский торт» в Японии употребляется применительно к девушкам на выданье, так как после 25 лет выйти замуж японке становится весьма проблематичным.
В 1970-х годах успешная рекламная кампания американской сети ресторанов «KFC» сделала застолье из куриных блюд национальным рождественским обычаем. Эти рестораны становятся так популярны в течение предновогоднего сезона, что места в них бронирутся за несколько месяцев вперёд.
Ещё одним обычаем, пришедшим из США, являются подарки детям от Санта-Клауса (яп. サンタクロース санта куро:су), переодеванием в которого часто подрабатывают проживающие в Японии иностранцы из стран Запада. «Санта-Куросу» у японцев ассоциируется с легендарным монахом Хотэем, одним из семи богов счастья, который также носил с собой мешок с подарками. Поэтому Рождество порой считается днём рождения именно этого персонажа.

### Религиозные
Христиане-японцы (около 1,4 млн), большинство из которых составляют католики, в рождественские праздники имеют обычай совершить максимум возможных добрых дел, это — помощь нуждающимся и бездомным, посещения больниц и одиноких, пожертования на благотворительность.
Японские приходы православного исповедания по установлению руководства Японской православной церкви, отмечают Рождество 25 декабря. На праздничную службу принято приходить в национальных одеждах, эта традиция сохраняется с того времени когда святой Николай Японский нёс миссионерское служение и одежда западного покроя ещё не была распространена среди простого народа. После основного храмового богослужения священники обходят дома членов Церкви для совершения «славления» .

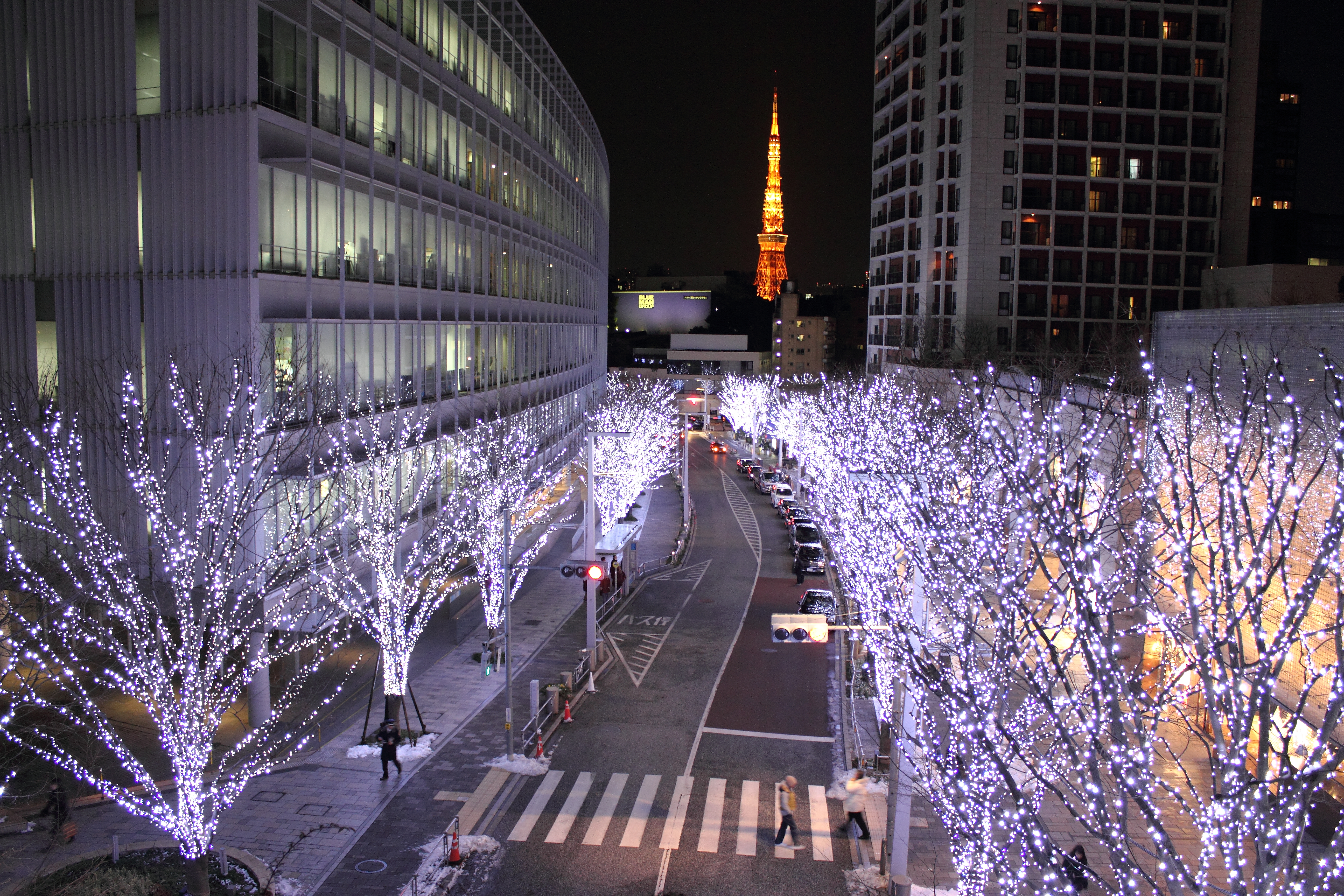
Ночные прадничные огни в Роппонги Хирудзу
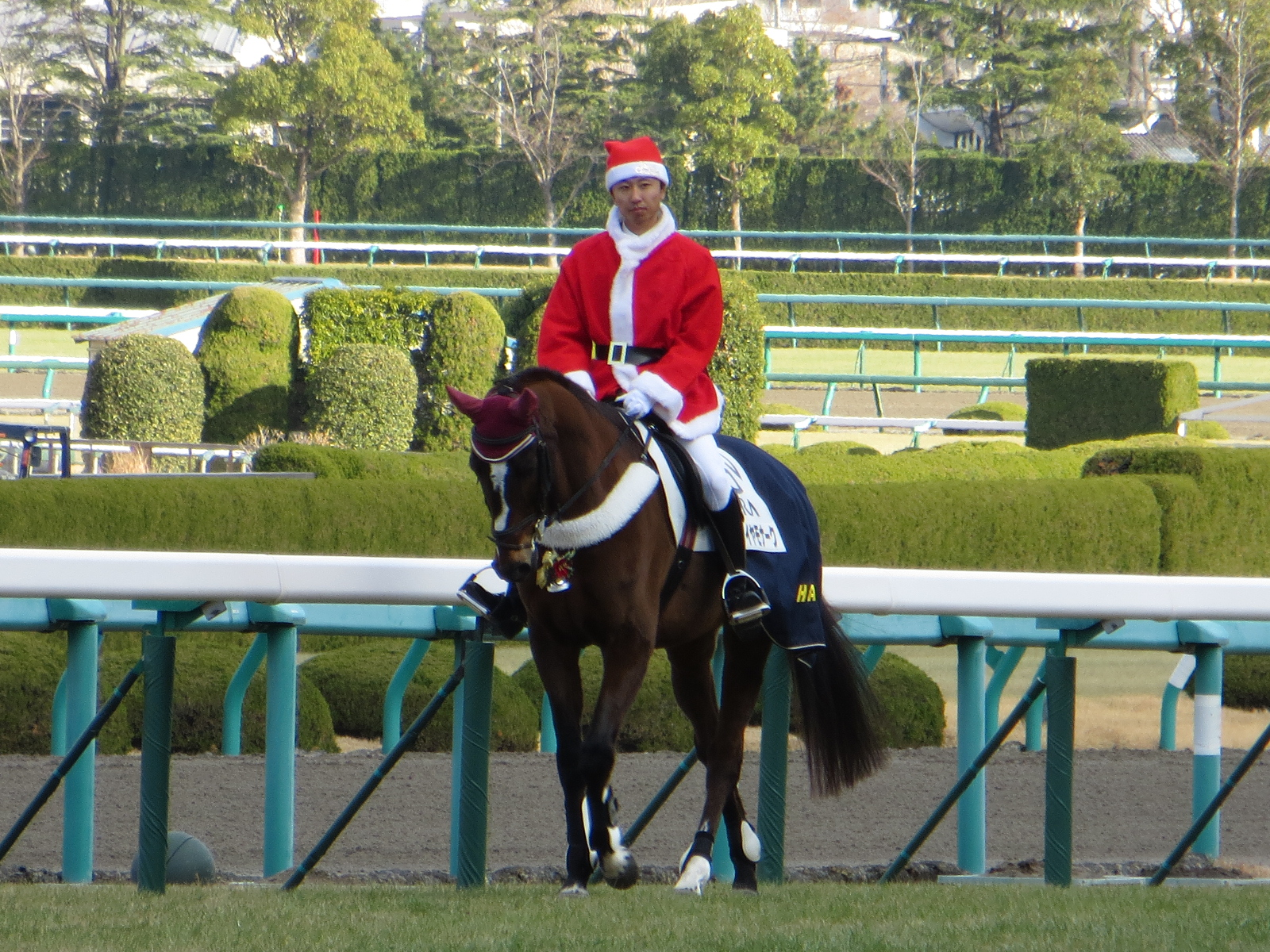
Японец в костюме Санта-Клауса
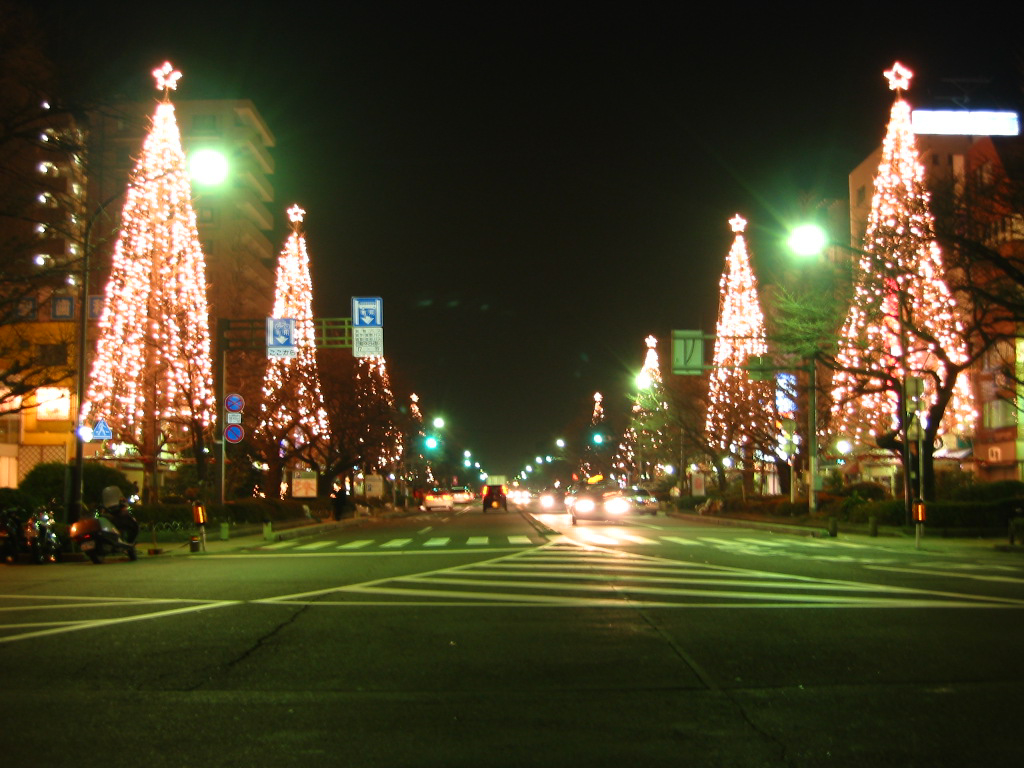
Проспект из рождественских елей в токийском районе Кунитати
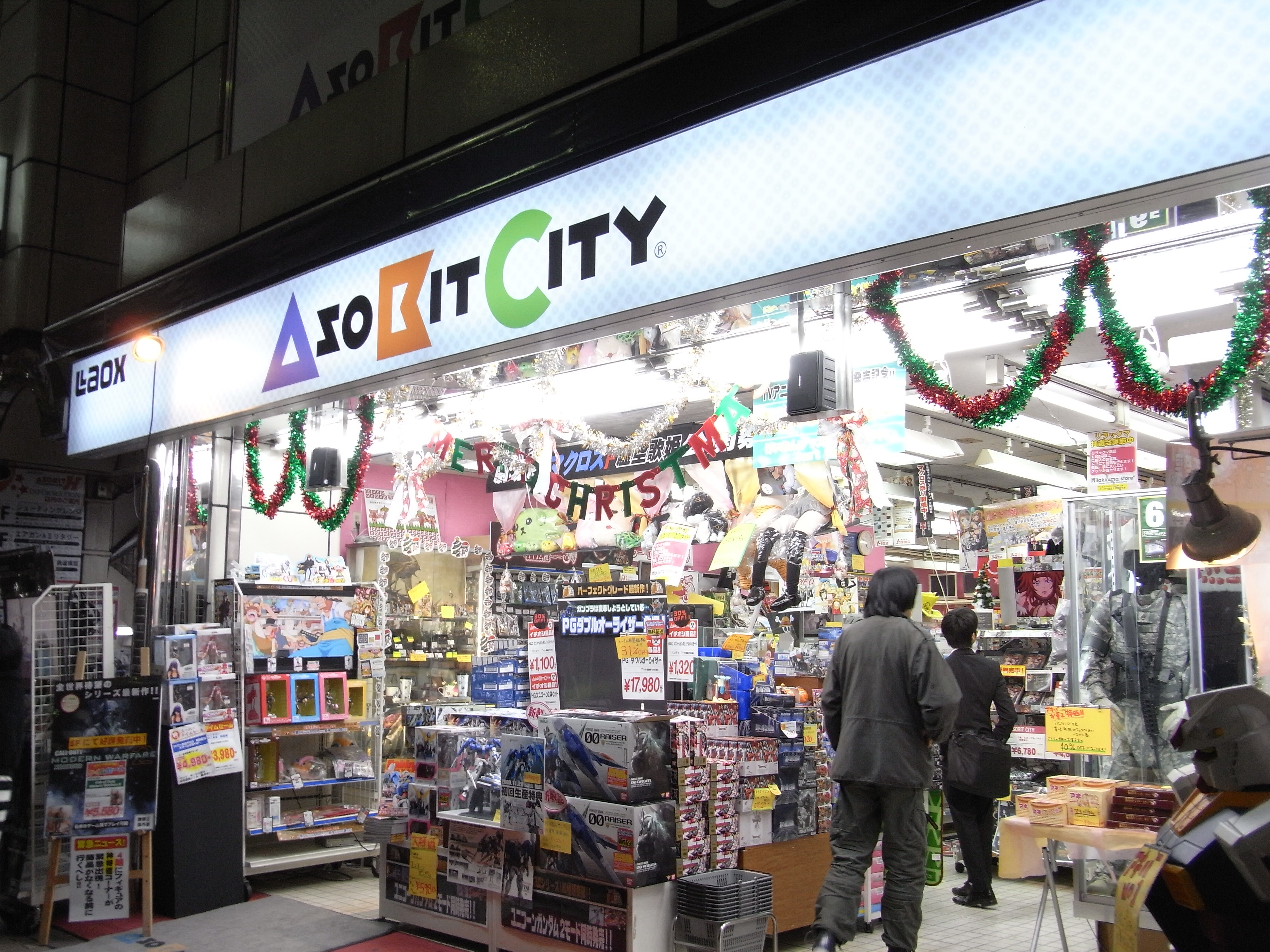
Магазин, украшенный к Рождеству

## Украшения
Рождественскими огнями, гирляндами и колокольчиками муниципалитеты заблаговременно украшают города, населением наряженные рождественские ёлки ставятся в жилые помещения, а владельцами фирм — в торговые центры. По соображениям экономии леса настоящие ёлки не применяются, заменяясь искусственными деревьями всевозможных расцветок (кроме обычного зелёного — белый, красный, голубой).
Другими атрибутами праздника, в связи с его романтической окраской, являются разнообразные изображения сердечек и фигурки купидонов и ангелочков. Для создания зимней атмосферы, в случае отсутствия настоящего снега, его заменитель может продаваться в магазинах.

## Приметы и поверья
Счастливым предзнаменованием считается знакомство с будущим супругом или супругой именно в канун Рождества.